# يوري كانو
يوري كانو (باليابانية: 加納由理؛ بالكانا: かのう ゆり) هي عداءة المسافات الطويلة يابانية، ولدت في 27 أكتوبر 1978 في تاكاساغو في اليابان.

## وصلات خارجية
- يوري كانو على موقع الاتحاد الدولي لألعاب القوى (الإنجليزية)